# Ленгеръёган
Ленгеръёган (в верховье Унленгеръёган) (устар. Ленгер-Юган) — река в России, протекает по Ямало-Ненецкому АО. Устье реки находится в 42 км по правому берегу реки Сыня. Длина реки составляет 27 км. В 11 км от устья справа впадает река Айленгеръёган.

## Данные водного реестра
По данным государственного водного реестра России относится к Нижнеобскому бассейновому округу, водохозяйственный участок реки — Обь от впадения реки Северная Сосьва до города Салехард, речной подбассейн реки — бассейны притоков Оби ниже впадения Северной Сосьвы. Речной бассейн реки — (Нижняя) Обь от впадения Иртыша.
Код объекта в государственном водном реестре — 15020300112115300030671.